# Notation (mathématiques)
Pour les articles homonymes, voir Notation.

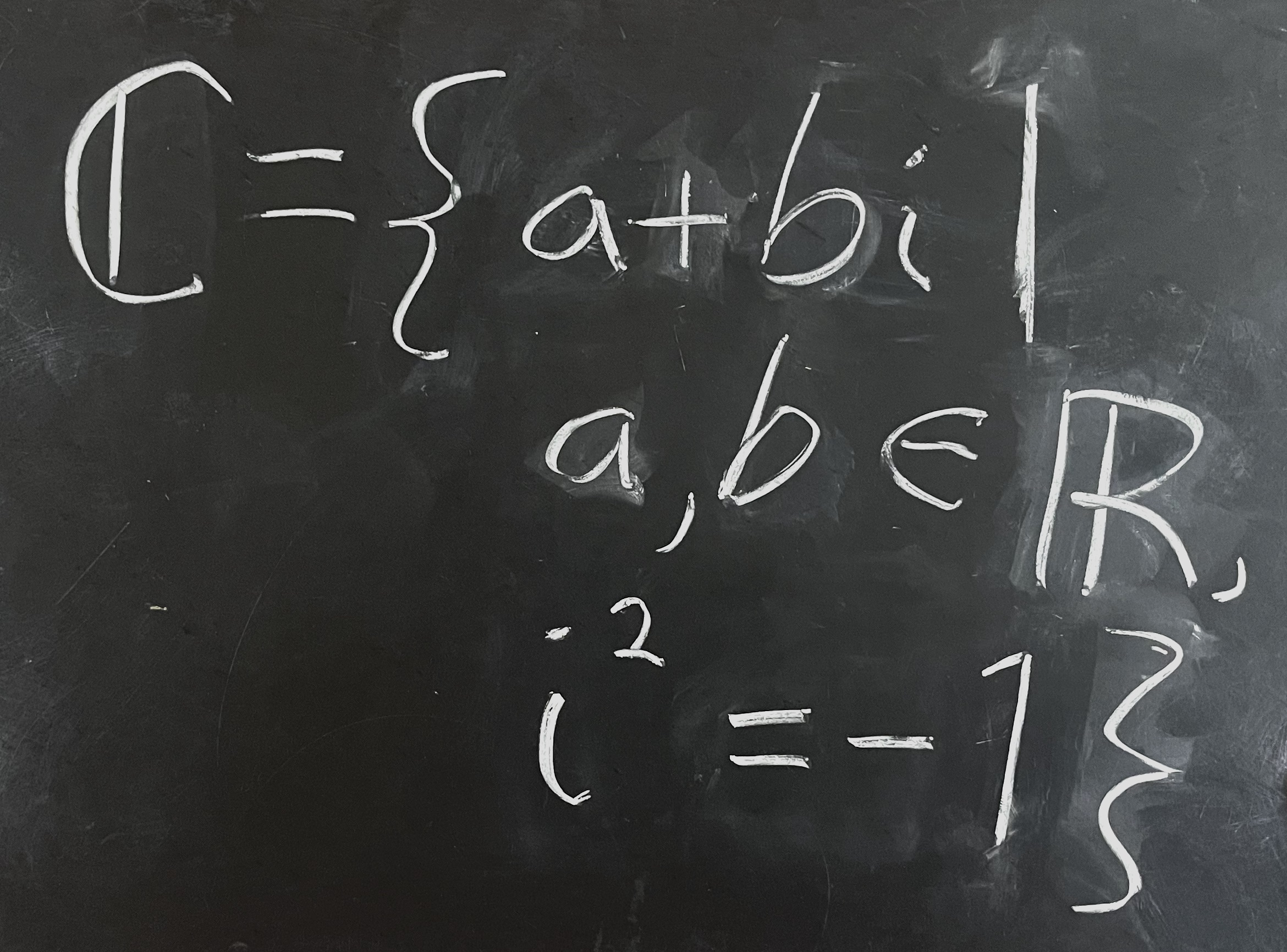
Exemple de notation sur un tableau noir exprimant "l'ensemble des complexes est composé des nombres qui peuvent s'écrire sous la forme "a+bi", avec a et b deux réels, et pour lequel i²=-1".

En mathématiques, les notations sont des ensembles de signes graphiques conventionnels servant à condenser et formaliser les énoncés et les démonstrations. Ces notations se sont dégagées dans de nombreuses cultures au fil de l'évolution des mathématiques, selon les besoins, et de ce fait ne sont pas totalement standardisées : notamment les notations mathématiques latines décrites ci-dessous dans la culture francophone.

## Introduction
Comme tout langage formel, une notation mathématique a pour but de retirer l'ambiguïté (notamment linguistique) d'une proposition en la décomposant en un ensemble de symboles dont l'agencement ne devrait avoir qu'un seul sens.
Par exemple, pour dire que {\displaystyle x} vaut un, on utilise : {\displaystyle x=1}.
Ce langage formalisé permet aussi de faciliter la communication entre des mathématiciens ne parlant pas la même langue. S'il ne remplace pas complètement le langage naturel, il permet d'exprimer les concepts mathématiques les plus complexes sous une forme qui est quasi identique suivant de nombreuses langues et cultures, évitant ainsi les quiproquos sur les concepts mathématiques, par des gens ne maîtrisant pas toutes les subtilités grammaticales et syntaxiques de la langue de communication employée.
Au sein même de la famille culturelle utilisant la notation mathématique latine, certains concepts du langage formel restent cependant spécifiques à un bassin linguistique donné. Ainsi, dans la littérature mathématique francophone, l'assertion {\displaystyle A\subset B} signifie « l'ensemble A est un sous-ensemble de B ou est égal à B » alors que dans la littérature mathématique anglophone, il signifiera plutôt « l'ensemble A est un sous-ensemble strict de B ».

## Opérateurs logiques
- {\displaystyle \neg }, non.
- {\displaystyle \land }, et.
- {\displaystyle \lor }, ou.
- {\displaystyle \Rightarrow }, implique.
- {\displaystyle \Leftrightarrow }, équivaut à.

## Ensembles
Un ensemble représente une collection d'objets. Les objets de la collection sont les éléments de l'ensemble.

### Définition d'un ensemble
Un ensemble peut être défini :
- En listant ses éléments : les diviseurs de 260 sont : {1 ; 2 ; 4 ; 5 ; 10 ; 13 ; 20 ; 26 ; 52 ; 65 ; 130 ; 260}

- en compréhension, c'est-à-dire par une propriété caractéristique parmi les éléments d'un ensemble donné. Par exemple{\displaystyle \{n\in \mathbb {N} \mid n\ {\rm {pair\}}}} (l'ensemble de tous les entiers naturels pairs) ;
- comme image directe. Par exemple, l'ensemble ci-dessus s'écrit aussi{\displaystyle \{2m\mid m\in \mathbb {N} \}.}

### Relations sur les ensembles
- {\displaystyle \in }, appartenance.
  - n appartient à l'ensemble des entiers naturels.
  - n est un entier naturel.

{\displaystyle n\in \mathbb {N} }
L'appartenance est une relation qui lie un élément et un ensemble.
- {\displaystyle \subset }, inclusion.
  - {\displaystyle \mathbb {Z} } est inclus dans {\displaystyle \mathbb {Q} }.
  - Les entiers relatifs sont des rationnels.

{\displaystyle \mathbb {Z} \subset \mathbb {Q} }
Un ensemble est inclus dans un autre si et seulement si tous ses éléments sont éléments de l'autre.

### Opérations sur les ensembles
- ⋂ , intersection.
- ∪,  union.

### Ensembles usuels
- {\displaystyle \mathbb {N} } ou N[1], ensemble des entiers naturels.
- {\displaystyle \mathbb {Z} } ou Z, ensemble des entiers relatifs.
- {\displaystyle \mathbb {D} } ou D, ensemble des nombres décimaux.
- {\displaystyle \mathbb {Q} } ou Q, ensemble des rationnels.
- {\displaystyle \mathbb {R} } ou R, ensemble des nombres réels.
- {\displaystyle \mathbb {R} _{+}}, ensemble des nombres réels, positifs ou nuls.
- {\displaystyle \mathbb {R} _{-}}, ensemble des nombres réels, négatifs ou nuls.
- {\displaystyle i\mathbb {R} }, ensemble des nombres imaginaires purs.
- {\displaystyle \mathbb {C} } ou C, ensemble des nombres complexes.
- {\displaystyle \mathbb {H} } ou H, ensemble des quaternions.
- {\displaystyle \mathbb {O} } ou O, ensemble des octonions.
- {\displaystyle \mathbb {S} } ou S, ensemble des sédénion.
- {\displaystyle \mathbb {P} } ou P, ensemble des nombres premiers.
- {\displaystyle \mathbb {N} ^{*},\mathbb {Z} ^{*},\mathbb {D} ^{*},\mathbb {Q} ^{*},\mathbb {R} ^{*},\mathbb {R} _{+}^{*},\mathbb {R} _{-}^{*},\mathbb {C} ^{*}}, les mêmes ensembles privés de zéro.
- {\displaystyle A^{\times }}, ensemble des éléments inversibles d'un anneau {\displaystyle A}. Par exemple, {\displaystyle \mathbb {Z} ^{\times }=\{-1,1\}} et {\displaystyle \mathbb {D} ^{\times }=\{\pm 2^{a}5^{b}\mid a,b\in \mathbb {Z} \}}, tandis que si {\displaystyle A} est un corps (comme {\displaystyle \mathbb {Q} }, {\displaystyle \mathbb {R} } ou {\displaystyle \mathbb {C} }), {\displaystyle A^{\times }=A^{*}}.

## Quantificateurs
Voir calcul des prédicats pour un point de vue plus théorique sur ces notations.

### Pour tout

#### Notation
{\displaystyle \forall }, pour tout, quel que soit.

#### Exemples
- {\displaystyle \forall n\,(n\in \mathbb {N} \Rightarrow n\geq 0)}
Quel que soit n entier naturel, n est supérieur ou égal à zéro.
{\displaystyle \mathbb {N} } est minoré par zéro.
- {\displaystyle \forall n\in \mathbb {N} \quad n\geq 0}
Forme condensée.
- {\displaystyle \forall a\in \mathbb {R} \,\left((a\leq 0\land a\geq 0)\Rightarrow a=0\right)}
Pour tout réel a, si a est inférieur ou égal à zéro et si a est supérieur ou égal à zéro, alors a est nul.
Tout réel, à la fois supérieur ou égal à zéro et inférieur ou égal à zéro, est nul.

### Il existe

#### Notation
{\displaystyle \exists }, il existe (au moins un).

#### Exemples
- {\displaystyle \exists n\quad n\in \mathbb {N} }
Il existe un élément dans {\displaystyle \mathbb {N} }.
{\displaystyle \mathbb {N} } est non vide.
- {\displaystyle \exists x\,\left(x\in \mathbb {R} \land x\geq 1\right)}
Il existe un réel x tel que x soit supérieur ou égal à un.
{\displaystyle \mathbb {R} } n'est pas majoré par 1.
- {\displaystyle \exists x\in \mathbb {R} \quad x\geq 1}
Forme condensée.

### Exemples généraux
- {\displaystyle \forall n\in \mathbb {N} \quad \exists m\in \mathbb {N} \quad m\geq n}
Pour tout entier naturel n, il existe un autre entier naturel m tel que m soit supérieur ou égal à n.
Tout entier naturel est inférieur ou égal à au moins un autre entier naturel.
- {\displaystyle \exists m\in \mathbb {N} \quad \forall n\in \mathbb {N} \quad m\geq n}
Il existe un entier naturel m tel que pour tout entier naturel n, m est plus grand ou égal à n.
{\displaystyle \mathbb {N} } est majoré.

L'ordre des quantificateurs est par conséquent important : la première proposition est vraie, l'autre est fausse.
- {\displaystyle \forall (a,l)\in \mathbb {R} ^{2}\quad \exists f:\mathbb {R} \to \mathbb {R} \quad \forall \epsilon \in \mathbb {R} _{+}^{*}\quad \exists \alpha \in \mathbb {R} _{+}^{*}\quad \forall x\in [a-\alpha ,a+\alpha ]\quad |f(x)-l|\leq \epsilon }
Pour tous réels a et l, il existe une application f de {\displaystyle \mathbb {R} } dans {\displaystyle \mathbb {R} } telle que f a pour limite l en a.

### Il existe un unique
La notation {\displaystyle \exists !} signifie il existe un unique... (ou il existe un et un seul...). Ce quantificateur se définit à partir des quantificateurs précédents et de l'égalité. Pour P(x) une propriété de x :
{\displaystyle \exists x!\;P(x)} équivaut par définition à {\displaystyle \exists x[P(x)\wedge \forall y(P(y)\implies y=x)]}
Il existe un unique x qui vérifie P(x) équivaut à Il existe x qui vérifie P(x) et quel que soit y qui vérifie P(y) alors y=x.
ou de façon équivalente :
{\displaystyle \exists !x\;P(x)} équivaut à {\displaystyle \exists x\;P(x)\wedge \forall x\;\forall y\;[(P(x)\wedge P(y))\implies y=x]}.
Exemple
{\displaystyle \forall x\in \mathbb {R} ^{*}\ \exists !y\in \mathbb {R} ^{*}\ xy=1}
Pour tout x réel non nul, il existe un unique réel y non nul tel que le produit xy soit égal à 1.
En d'autres termes, x admet un unique inverse pour la multiplication.

## Symboles arithmétiques
Ces symboles sont utilisés pour simplifier l'écriture de longues séries (par exemple en évitant d'utiliser des pointillés). On utilise dans chacun de ces cas une variable dite variable muette qui va prendre des valeurs dans un ensemble précis. Cette variable muette va alors permettre la description d'un terme générique placé après le symbole.

### Somme
{\displaystyle \sum } (Lettre grecque : sigma majuscule)
Exemples
- Si {\displaystyle n} est un entier strictement positif :

{\displaystyle \sum _{k=1}^{n}k^{2}=1^{2}+2^{2}+3^{2}+4^{2}+\ldots +n^{2}={\frac {n(n+1)(2n+1)}{6}}}
Ici {\displaystyle k} est la variable muette, elle prend ses valeurs dans l'ensemble {\displaystyle [1,n]} (ensemble d'entiers). Le terme général de cette somme est {\displaystyle k^{2}}.
- {\displaystyle \Omega } étant l'ensemble des entiers pairs positifs

{\displaystyle \sum _{k\in \Omega ,\ k<50}k^{2}=\sum _{k=0}^{24}(2k)^{2}}
À gauche de l’égalité, {\displaystyle k} appartient à un ensemble défini par deux conditions : ses éléments sont des entiers positifs pairs et ils sont strictement plus petits que 50
- Exemple de somme infinie :

{\displaystyle \forall x\in \mathbb {R} ,\ \sum _{k=0}^{\infty }{\frac {x^{k}}{k!}}=e^{x}}
On aurait pu écrire de manière moins condensée :
{\displaystyle 1+x+{\frac {x^{2}}{2!}}+{\frac {x^{3}}{3!}}+\dots +{\frac {x^{k}}{k!}}+\dots =e^{x}}
Par convention, une somme indexée par l'ensemble vide est nulle.

### Produit
{\displaystyle \prod } (Lettre grecque : Pi majuscule)
Ce symbole s'utilise de manière analogue au symbole somme.
Exemple
{\displaystyle \prod _{k=1}^{n}\exp(k^{2})=\exp \left(\sum _{k=1}^{n}k^{2}\right)=\exp \left({\frac {n(n+1)(2n+1)}{6}}\right)}
On aurait pu écrire de manière moins condensée :
{\displaystyle \exp(1^{2})\cdot \exp(2^{2})\cdot \exp(3^{2})\cdot \ldots \cdot \exp(n^{2})=\exp \left({\frac {n(n+1)(2n+1)}{6}}\right)}
Par convention, un produit indexé par l'ensemble vide vaut 1.

### Factorielle
{\displaystyle !} (point d'exclamation)
C'est un cas particulier de produit :
{\displaystyle n!=\prod _{1\leq k\leq n}k}
(où n et k sont implicitement supposés entiers).
Autrement dit,
si l'entier n est strictement positif :
{\displaystyle n!=1\times 2\times 3\dots \times n}
s'il est négatif ou nul, n ! = 1.